# Pietro Leone Casella
Pietro Leone Casella (1540-1620) fue un historiador, anticuario y poeta del siglo XVI de Italia.
Pietro Leone Casella aquilano gentilhombre muy erudito y anticuario ha publicado con gran honra diversas obras ("Biblioteca napoletana", de N. Toppi, Napoli, 1678.)

## Biografía
Casella fue un historiador, poeta y anticuario nacido en L'Aquila, Abruzos, y Luca Contile (1505-1574) literato italiano y creador de diversas academias, autor de diversas comedias como las siguientes: "La Pescara"; "La Cesara Gonzaga" y "La Trinozia", y otras obras poéticas o de historia, en una de sus cartas escritas en 1562 loa los talentos y las cualidades estimables de Casella, y sus conocimientos que había adquirido de la lengua latina y poesía latina.
Casella dejó escritas varias obras, entre ellas "Las primeras colonias italianas", Lyon, 1606, in-8º, insertada en el primer volumen de la recopilación de historiadores de Italia publicado por Graevius y Burmann, y un opúsculo del mismo género "Origen de Toscana y de la república de Florencia" y una recopilación de epigramas y de inscripciónes.
Existe un retrato de Casella al óleo, 86 centímetros de alto, 70 centímetros de ancho, media figura destino del natural, cuadro que provenía de la Galería de Altamira, y pasó en posesión de G. Madrazo a Madrid.

## Obras
- De primis Italia colonis, Lugduni, 1606.
- De Tuscorum origine & republica florentina, 1606.
- Elegia di Pierleon Casella per la vittoria navale di Santa Lega, 1572.